# II. Antiokhosz szeleukida uralkodó
II. Antiokhosz Theosz (görögül: Aντιóχoς Θεóς, „isten”, Kr. e. 286 – Kr. e. 246 július eleje) a hellenisztikus Szeleukida Birodalom harmadik uralkodója volt. A Nagy Sándor hatalmas birodalmát felosztó diadokhoszok újonnan alapított birodalmai lassan megszilárdultak, azonban a határok alakítása körül még mindig élénk vita folyt. Antiokhosz apjától egy olyan birodalmat örökölt, amely a kulturális különbözőségektől nem tudott egységes országként működni, és ráadásul végzetes területi veszteségeket is el kellett szenvednie. Mindezek mellett a történelem egyik legjelentősebb Szeleukida uralkodójának tartották, hiszen Antiokhosznak sikerült megfordítania a határoknál kirobbanó harcok eredményét.

## A trón várományosa
Hozzávetőleg Kr. e. 286-ban látta meg a napvilágot az antiochiai szeleukida királyi palotában. I. Antiokhosz szeleukida uralkodó és Sztratoniké királyné másodszülött fiú gyermeke volt. Az udvarban bátyjának, Szeleukosznak járt ki a trónörökösi rang, és sok más is. Többek között az udvarban mindenki a majdani uralkodó neveltetésével volt elfoglalva, míg Antiokhosz herceggel jóval kevesebbet foglalkoztak. Őt gyermekkorától fogva engedelmes alattvalónak és bátyja hű támaszának nevelték. Csak évek múltán látta be az udvar, hogy Antiokhosz keményfejűségének is meglett az eredménye, hiszen egy váratlan esemény hatására ő vált a trón várományosává.
I. Antiokhosz Kis-Ázsiában volt elfoglalva a hatalmas birodalom külső ellenfeleinek leigázásával, amikor az elhanyagolt belügyek miatt a keleti országrész szatrapái összeesküvést szőttek. A nyíltan kirobbant lázadás élére az uralkodó elsőszülött gyermeke, Szeleukosz állt, aki a keleti tartományok alkirálya volt. Antiokhosz befejezte nyugati hadjáratát és seregével keletre vonult, ahol legyőzte az áruló hadakat. Saját gyermekét kénytelen volt a szeleukida törvényeknek megfelelően kivégeztetni. Ettől kezdve a kis Antiokhosz vált apja trónjának örökösévé. Kr. e. 269-ben alkirállyá tette meg kamaszodó gyermekét, aki a borús előrejelzések dacára talpraesett politikát folytatott. Amikor apja Európába ment serege élén, hogy Makedóniát és Trákiát is birodalmához csatolja, egész Ázsia uralkodójaként állhatott a birodalom élén. Apja Kr. e. 261-ben Epheszoszban váratlanul meghalt. Halála a Pergamonnal vívott háború gyors befejezéséhez is vezetett. Hamarosan Antiokhosz fejére került a Szeleukidák koronája.

## Háborús külpolitika

### Nehéz indulás
Az egykor Nagy Sándor által uralt birodalom legnagyobb szeletén uralkodó Szeleukidák hatalma korántsem állt még biztos lábakon. A diadokhoszok kora ugyan lejárt, a szomszédos hellenisztikus államokkal azonban csak átmeneti állapot volt a béke. Amikor Antiokhosz trónra lépett több problémával is szembe kellett néznie. Egyrészt az óriási kiterjedésű birodalom kulturális és gazdasági különbségei, másrészt apja halálának megbosszulása illetve az egyiptomi hegemónia visszaszorítása. A krónikák részeges uralkodóként festették le Antiokhoszt, aki helyett gyakran két kitűnő tanácsadója, Arisztosz és Temiszonész irányította a birodalom ügyeit. Trónra lépése előtt nem sokkal feleségül vette Laodikét, a birodalom egyik legnagyobb hatalmú szatrapájának a leányát. Ez némileg enyhítette az óriási területű birodalom belső feszültségeit.

Antiokhosz már kezdetektől azt tűzte ki uralkodásának céljául, hogy apja örökében járva meghódítsa Trákiát. Az ősi görög állam akkoriban független volt, és két dinasztia uralma alatt próbálta fenntartani azt. Ugyanis nemcsak Antiokhosz tartott igényt Trákiára, hanem a II. Antigonosz Gonatasz uralta Makedónia is. Hamarosan fegyveres összetűzésre került sor, de mind a makedón seregek, mind Antiokhosz flottája alulmaradt a rövid harcokban. De az első összetűzést csak egymás erőinek kipuhatolására rendelték el. Antiokhosz igazán nagy hadi vállalkozása a második szíriai háború megindítása volt.

### A második szíriai háború (Kr. e. 259-254)

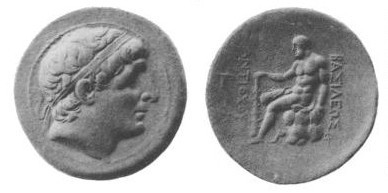
II. Antiokhosz vert ezüstérméje

A háború valójában a szeleukidák vereségével végződő pergamoni háborúból éledt újjá. Antiokhosz hosszú ideje várt háborús ürügyre, hogy véghez vigye apja hódító terveit. Nem akarta megtörni a békét Egyiptommal, amelynek élén II. Ptolemaiosz Philadelphosz állt. Az egyiptomi flotta kihasználva a szeleukida sereg lekötöttségét elfoglalta Anatólia déli részét, köztük Epheszoszt is. A fáraó gyermekére bízta a kis-ázsiai területek kormányzását, azonban a herceg fellázadt apja ellen, és szövetkezett a hadsereg egyik legbefolyásosabb vezetőjével, Timarkhosszal. A lázadás új, Egyiptomtól független államot alkotott meg Kr. e. 259-ben, amellyel Antiokhosz felmenői nem kötöttek békét, így azt esküszegés nélkül megtámadhatta. Timarkhosz Milétosz város kormányzója lett, és kegyetlen zsarnokként űzte a várost a háborúba. Antiokhosz hadai élén a görög városok felszabadítását tűzte zászlajára. Több várost, köztük Szmürnát is visszacsatolta a Szeleukida Birodalomhoz. Egy véres csata után sikerült Milétoszt is bevennie, és Timarkhoszt rabul ejtenie. A milétosziak hálából a Theosz, azaz isteni jelzőt ragasztották az uralkodó nevéhez.
Az epheszoszi zavargásokat kihasználva Antiokhosz serege hamarosan kiűzte Kis-Ázsiából az egyiptomiakat. A kudarc II. Ptolemaioszt érzékenyen érintette, ezért a fáraó serege szárazföldön támadt a Szeleukida Birodalomra. Szíria és Antiochia is veszélybe került az egyiptomi sereg miatt. Antiokhosz nem tudott elég gyorsan mozogni hadaival ahhoz, hogy ne veszítsen területeket, de ügyes politikai húzásokkal sikerült Ptolemaioszt más területek fenyegetettsége miatt megállítani. Júdeáról és Szíria déli részéről le kellett mondania. Antiokhosz felébresztette az Egyiptomhoz tartozó Aradosz város elszakadási törekvéseit, és azzal is igyekezett nehéz helyzetbe sodorni a fáraót, hogy szövetséget kötött a rodosziakkal és Antigonosszal is.
A háború kiszélesedett az egész Égei-tengerre. A rodosziak támogatásával Antiokhosznak végre sikerült elfoglalnia Epheszoszt és Kilikiát. Antigonosz Gonatasz flottája sikeresen vette fel a harcot az egyiptomi hajóhad ellen, amely így képtelen volt hatékony védelmet nyújtani a kis-ázsiai egyiptomi erődöknek. A harcok közepette sikerült létrehozni egy igen jelentős házasságot is. Szép Demetriosz, Antigonosz öccse feleségül vette Apamát, Egyiptom harcias szomszédjának, Kürénének a megözvegyült királynőjét. Ptolemaiosz kénytelen volt elismerni ellenfelei győzelmét, hiszen a makedón flotta nemcsak sakkban tartotta az egyiptomi hajókat, de arra is volt elég ideje, hogy a szárazföldi seregeket kitegye Kürénében, és az egyesült hadak így a nyugati határról támadták meg a gazdag birodalmat. Antiokhosz, miután kisöpörte az egyiptomiakat Kis-Ázsiából Szíria déli részén kezdeményezett háborút. Ekkor Egyiptom keleti határain is megkezdődött a harc, amit még a mesés gazdagságáról ismert Egyiptom sem bírt el.
Kr. e. 254-ben Kósz szigetén született meg a béke, amelyben Antiokhosz rábírta Ptolemaioszt, hogy az ismerje el kis-ázsiai és szíriai hódításait és engedje át egész Ióniát. A békét házassággal pecsételték meg. Antiokhosz 250-ben elvált Laodikétől és feleségül vette Ptolemaiosz leányát, Berenikét.

## Külső béke, belső harcok
Hosszú harcok során Antiokhosznak sikerült elérnie, hogy birodalmának nyugati része egy sikeres hadjárat után végre békében élhet. Azonban a béke sok belpolitikai viszályt szült. Az elhanyagolt keleti részek amúgy is már szinte csak névleg voltak a birodalom részei, de a béke pecsétjeként elhagyott Laodiké a leghatalmasabb szatrapát fordította maga ellen. Már Kr. e. 255-ben fellázadt uralma ellen Baktria szatrapája, Diodotosz, és megalapította a Görög-Baktriai Királyságot. Kr. e. 248-ban Arszakész is fellázadt Antiokhosz ellen, és létrehozta a Parthus Birodalmat. 

A belső kudarcok miatt Antiokhosz belátta, hogy a válás bizony több veszteséget okozott, mint a szíriai háború. Ezért miután Bereniké megszülte első fiú gyermekét Antiokhosz elhagyta Antiochiát, és Kis-Ázsiába utazott Laodikéhez, hogy helyreállítsa birodalma békéjét. Az elhagyott feleség, de főként a gazdag család azt követelte, hogy az uralkodó végakaratába vegye be, hogy Laodiké gyermeke lesz a trón örököse. Miután ebbe Antiokhosz beleegyezett, rejtélyes körülmények között Kr. e. 246-ban meghalt. (Valószínűleg megmérgezték.) Testét apja mellé, Epheszoszban helyezték örök nyugalomra.
| Előző uralkodó: I. Antiokhosz | Szeleukida uralkodó Kr. e. 261 – Kr. e. 246 | Következő uralkodó: II. Szeleukosz |